# Hyperolius dartevellei
Hyperolius dartevellei es una especie de anfibio anuro de la familia Hyperoliidae.

## Distribución geográfica
Esta especie se encuentra en:
- el sur de Camerún;
- Gabón;
- la República del Congo;
- la República Democrática del Congo;
- el norte de Angola;
- el noroeste de Zambia.[3]

## Taxonomía
Esta especie ha sido identificada por su sinonimia con Hyperolius adspersus por Channing, Hillers, Lötters, Rödel, Schick, Conradie, Rödder, Mercurio, Wagner, Dehling, Du Preez, Kielgast & Burger en 2013, donde Laurent la colocó en 1961.

## Publicación original
- Laurent, 1943: Les Hyperolius (Batraciens) du Musee Congo. Annales du Musée Royal du Congo Belge, Sciences Zoologiques, Tervuren, vol. 4, p. 61-140.[4]